# جيف ويذاي
جيف ويذاي (بالإنجليزية: Jeff Withey)‏ مواليد 07 مارس 1990، هو لاعب كرة سلة أمريكي يلعب مع فريق نيو أورلينز بيليكانز في الرابطة الوطنية لكرة السلة ويحمل الرقم 5. يبلغ طوله 7 قدم 0 بوصة (2.1 م).

## فرق لعب لها
- نيو أورلينز بيليكانز

## روابط خارجية
- جيف ويذاي على موقع إن بي أي (الإنجليزية)
- جيف ويذاي على موقع الدوري التايواني الممتاز لكرة السلة (الصينية)
- جيف ويذاي على موقع سبورتس رفرنس (الإنجليزية)
- جيف ويذاي على موقع الدوري الإسباني لكرة السلة (الإسبانية)
- جيف ويذاي على موقع كرة السلة الأوروبية.كوم (الإنجليزية)
- جيف ويذاي على موقع DraftExpress.com (الإنجليزية)
- جيف ويذاي على موقع إي إس بي إن.كوم (الإنجليزية)
- جيف ويذاي على موقع كلية كرة السلة في سبورتس رفرنس.كوم (الإنجليزية)
- جيف ويذاي على موقع ريلجم (الإنجليزية)
- جيف ويذاي على موقع بروبوليرز (الإنجليزية)